# Kristofor Vicenco Visković
Kristofor Vicenco Visković (Krsto Vickov Visković)(1612. – 1676.), peraški pomorski kapetan
Rođen u hrvatskoj patricijskoj obitelji iz Perasta Viskovićima. Bio je zapovijedao peraškom obranom za turskih osvajanja. Organizirao je gradsku obranu 1654. za osmanskog napada koji je predvodio Mehmed-aga Rizvanagić. Peraštani su u toj velikoj bitci izvojevali svoju najslavniju pobjedu u povijesti.